# División administrativa de San Petersburgo

Distritos de San Petersburgo:
1. Admiralteysky
2. Vasileóstrovsky
3. Výborgsky
4. Kalininsky
5. Kírovsky
6. Kólpinsky
7. Krasnogvardeysky
8. Krasnoselsky
9. Kronshtadtsky
10. Kurortny
11. Moskovsky
12. Nevsky
13. Petrogradsky
14. Petrodvortsovy
15. Primorsky
16. Púshkinsky
17. Frúnzensky
18. Tsentralny

La ciudad federal de San Petersburgo, Rusia, está dividida en dieciocho distritos municipales (en ruso: район, pronunciado raión; plural районы), que, a su vez, se dividen en okrugs municipales, ciudades municipales y asentamientos municipales.

## Admiralteysky
| Nombre                                                | Población | Imágenes |
| ----------------------------------------------------- | --------- | -------- |
| Distrito de Admiralteysky (Адмиралтейский район)      | 187 837   |          |
| Okrugs municipales bajo la jurisdicción del distrito: |           |          |
| Yekateringofsky (Екатерингофский)                     | 31 570    |          |
| Admiralteysky (Адмиралтейский)                        | 30 533    |          |
| Izmáylovskoye (Измайловское)                          | 30 415    |          |
| Kolomna (Коломна)                                     | 37 642    |          |
| Semyónovsky (Семёновский)                             | 29 572    |          |
| Sennoy (Сенной)                                       | 28 105    |          |

## Frúnzensky
| Nombre                                                | Población |
| ----------------------------------------------------- | --------- |
| Distrito de Frúnzensky (Фрунзенский район)            | 405 274   |
| Okrugs municipales bajo la jurisdicción del distrito: |           |
| #72 (№ 72)                                            | 69 785    |
| #75 (№ 75)                                            | 44 498    |
| Balkansky (Балканский)                                | 75 456    |
| Gueórguiyevsky (Георгиевский)                         | 92 780    |
| Kúpchino (Купчино)                                    | 62 673    |
| Vólkovskoye (Волковское)                              | 60 082    |

## Kalíninsky
| Nombre                                                | Población | Imágenes |
| ----------------------------------------------------- | --------- | -------- |
| Distrito de Kalíninsky (Калининский район)            | 469 409   |          |
| Okrugs municipales bajo la jurisdicción del distrito: |           |          |
| #21 (№ 21)                                            | 72 403    |          |
| Akademícheskoye (Академическое)                       | 93 535    |          |
| Finlyandsky (Финляндский)                             | 53 916    |          |
| Grazhdanka (Гражданка)                                | 74 009    |          |
| Piskaryovka (Пискарёвка)                              | 59 004    |          |
| Prometey (Прометей)                                   | 64 937    |          |
| Séverny (Северный)                                    | 51 605    |          |

## Kírovsky
| Nombre                                                | Población | Imágenes |
| ----------------------------------------------------- | --------- | -------- |
| Distrito de Kírovsky (Кировский район)                | 338 820   |          |
| Okrugs municipales bajo la jurisdicción del distrito: |           |          |
| Avtovo (Автово)                                       | 49 022    |          |
| Dáchnoye (Дачное)                                     | 76 229    |          |
| Knyázhevo (Княжево)                                   | 60 036    |          |
| Krásnenkaya Rechka (Красненькая Речка)                | 37 891    |          |
| Morskiye Vorota (Морские Ворота)                      | 10 287    |          |
| Narvsky (Нарвский)                                    | 29 822    |          |
| Ulyanka (Ульянка)                                     | 75 533    |          |

## Kólpinsky
| Nombre                                                       | Población |
| ------------------------------------------------------------ | --------- |
| Distrito de Kólpinsky (Колпинский район)                     | 175 396   |
| Ciudades municipales bajo la jurisdicción del distrito:      |           |
| Kolpino (Колпино)                                            | 136 632   |
| Asentamientos municipales bajo la jurisdicción del distrito: |           |
| Metallostroy (Металлострой)                                  | 25 675    |
| Petro-Slavyanka (Петро-Славянка)                             | 1 337     |
| Pontonny (Понтонный)                                         | 9 199     |
| Sapyorny (Сапёрный)                                          | 1 401     |
| Ust-Izhora (Усть-Ижора)                                      | 1 152     |

## Krasnogvardeysky
| Nombre                                                 | Población |
| ------------------------------------------------------ | --------- |
| Distrito de Krasnogvardeysky (Красногвардейский район) | 336 342   |
| Okrugs municipales bajo la jurisdicción del distrito:  |           |
| Bolshaya Okhta (Большая Охта)                          | 56 648    |
| Malaya Okhta (Малая Охта)                              | 48 627    |
| Polyustrovo (Полюстрово)                               | 51 529    |
| Porokhovye (Пороховые)                                 | 123 583   |
| Rzhevka (Ржевка)                                       | 55 955    |

## Krasnoselsky
| Nombre                                                  | Población |
| ------------------------------------------------------- | --------- |
| Distrito de Krasnoselsky (Красносельский район)         | 305 129   |
| Ciudades municipales bajo la jurisdicción del distrito: |           |
| Krasnoye Selo (Красное Село)                            | 44 081    |
| Okrugs municipales bajo la jurisdicción del distrito:   |           |
| Yugo-Zapad (Юго-Запад)                                  | 64 261    |
| Gorelovo (Горелово)                                     | 16 640    |
| Konstantinovskoye (Константиновское)                    | 34 747    |
| Sosnovaya Polyana (Сосновая Поляна)                     | 45 742    |
| Uritsk (Урицк)                                          | 49 049    |
| Yuzhno-Primorsky (Южно-Приморский)                      | 50 610    |

## Kronshtadtsky
| Nombre                                                  | Población |
| ------------------------------------------------------- | --------- |
| Distrito de Kronshtadtsky (Кронштадтский район)         | 43 385    |
| Ciudades municipales bajo la jurisdicción del distrito: |           |
| Kronshtadt (Кронштадт)                                  | 43 385    |

## Kurortny
| Nombre                                                       | Población |
| ------------------------------------------------------------ | --------- |
| Distrito de Kurortny (Курортный район)                       | 67 511    |
| Ciudades municipales bajo la jurisdicción del distrito:      |           |
| Sestroretsk (Сестрорецк)                                     | 40 287    |
| Zelenogorsk (Зеленогорск)                                    | 12 074    |
| Asentamientos municipales bajo la jurisdicción del distrito: |           |
| Beloostrov (Белоостров)                                      | 1 690     |
| Komarovo (Комарово)                                          | 1 062     |
| Molodyozhnoye (Молодёжное)                                   | 1 437     |
| Pesochny (Песочный)                                          | 6 487     |
| Repino (Репино)                                              | 2 011     |
| Serovo (Серово)                                              | 252       |
| Smolyachkovo (Смолячково)                                    | 568       |
| Solnechnoye (Солнечное)                                      | 1 161     |
| Ushkovo (Ушково)                                             | 482       |

## Moskovsky
| Nombre                                                | Población |
| ----------------------------------------------------- | --------- |
| Distrito de Moskovsky (Московский район)              | 275 884   |
| Okrugs municipales bajo la jurisdicción del distrito: |           |
| Gagarinskoye (Гагаринское)                            | 58 197    |
| Moskovskaya Zastava (Московская Застава)              | 46 951    |
| Novoizmaylovskoye (Новоизмайловское)                  | 70 403    |
| Pulkovsky meredian (Пулковский мередиан)              | 46 515    |
| Zvyozdnoye (Звёздное)                                 | 53 818    |

## Nevsky
| Nombre                                                | Población |
| ----------------------------------------------------- | --------- |
| Distrito de Nevsky (Невский район)                    | 438 061   |
| Okrugs municipales bajo la jurisdicción del distrito: |           |
| #54 (№ 54)                                            | 63 138    |
| Narodny (Народный)                                    | 52 580    |
| Pravoberezhny (Правобережный)                         | 51 006    |
| Ivanovsky (Ивановский)                                | 31 215    |
| Nevskaya Zastava (Невская Застава)                    | 29 685    |
| Nevsky (Невский)                                      | 59 714    |
| Obukhovsky (Обуховский)                               | 46 108    |
| Okkervil (Оккервиль)                                  | 55 078    |
| Rybatskoye (Рыбацкое)                                 | 49 537    |

## Petrodvortsovy
| Nombre                                                       | Población | Imágenes |
| ------------------------------------------------------------ | --------- | -------- |
| Distrito de Petrodvortsovy (Петродворцовый район)            | 77 542    |          |
| Ciudades municipales bajo la jurisdicción del distrito:      |           |          |
| Petergof (Петергоф)                                          | 64 791    |          |
| Lomonosov (Ломоносов)                                        | 37 776    |          |
| Asentamientos municipales bajo la jurisdicción del distrito: |           |          |
| Strelna (Стрельна)                                           | 12 751    |          |

## Petrogradsky
| Nombre                                                | Población | Imágenes |
| ----------------------------------------------------- | --------- | -------- |
| Distrito de Petrogradsky (Петроградский район)        | 134 607   |          |
| Okrugs municipales bajo la jurisdicción del distrito: |           |          |
| Aptekarsky Ostrov (Аптекарский Остров)                | 19 277    |          |
| Chkalovskoye (Чкаловское)                             | 30 262    |          |
| Kronverkskoye (Кронверкское)                          | 21 256    |          |
| Petrovsky (Петровский)                                | 20 808    |          |
| Posadsky (Посадский)                                  | 21 630    |          |
| Vvedensky (Введенский)                                | 21 374    |          |

## Primorsky
| Nombre                                                       | Población | Imágenes |
| ------------------------------------------------------------ | --------- | -------- |
| Distrito de Primorsky (Приморский район)                     | 393 960   |          |
| Asentamientos municipales bajo la jurisdicción del distrito: |           |          |
| Lisy Nos (Лисий Нос)                                         | 2 563     |          |
| Okrugs municipales bajo la jurisdicción del distrito:        |           |          |
| #65 (№ 65)                                                   | 83 952    |          |
| Chyornaya rechka (Чёрная речка)                              | 53 717    |          |
| Kolomyagi (Коломяги)                                         | 25 763    |          |
| Komendantsky Aerodrom (Комендантский Аэродром)               | 71 968    |          |
| Lakhta-Olgino (Лахта-Ольгино)                                | 2 901     |          |
| Ozero Dolgoye (Озеро Долгое)                                 | 78 714    |          |
| Yuntolovo (Юнтолово)                                         | 74 382    |          |

## Pushkinsky
| Nombre                                                       | Población | Imágenes |
| ------------------------------------------------------------ | --------- | -------- |
| Distrito de Pushkinsky (Пушкинский район)                    | 101 655   |          |
| Ciudades municipales bajo la jurisdicción del distrito:      |           |          |
| Pavlovsk (Павловск)                                          | 14 960    |          |
| Pushkin (Пушкин)                                             | 84 628    |          |
| Asentamientos municipales bajo la jurisdicción del distrito: |           |          |
| Alexandrovskaya (Александровская)                            | 1 184     |          |
| Shushary (Шушары)                                            | 15 843    |          |
| Tyarlevo (Тярлево)                                           | 1 556     |          |

## Tsentralny
| Nombre                                                | Población | Imágenes |
| ----------------------------------------------------- | --------- | -------- |
| Distrito de Tsentralny (Центральный район)            | 236 856   |          |
| Okrugs municipales bajo la jurisdicción del distrito: |           |          |
| #78 (№ 78)                                            | 13 508    |          |
| Dvortsovy (Дворцовый)                                 | 10 491    |          |
| Ligovka-Yamskaya (Лиговка-Ямская)                     | 14 740    |          |
| Liteyny (Литейный)                                    | 50 567    |          |
| Smolninskoye (Смольнинское)                           | 90 337    |          |
| Vladimirsky (Владимирский)                            | 57 213    |          |

## Vasileostrovsky
| Nombre                                                | Población | Imágenes |
| ----------------------------------------------------- | --------- | -------- |
| Distrito de Vasileostrovsky (Василеостровский район)  | 199 692   |          |
| Okrugs municipales bajo la jurisdicción del distrito: |           |          |
| #7 (№ 7)                                              | 45 696    |          |
| Ostrov Dekabristov (Остров Декабристов)               | 53 882    |          |
| Gavan (Гавань)                                        | 35 766    |          |
| Morskoy (Морской)                                     | 31 555    |          |
| Vasilyevsky (Васильевский)                            | 32 793    |          |

## Vyborgsky
| Nombre                                                       | Población |
| ------------------------------------------------------------ | --------- |
| Distrito de Vyborgsky (Выборгский район)                     | 419 567   |
| Asentamientos municipales bajo la jurisdicción del distrito: |           |
| Levashovo (Левашово)                                         | 4 095     |
| Pargolovo (Парголово)                                        | 12 225    |
| Okrugs municipales bajo la jurisdicción del distrito:        |           |
| #15 (№ 15)                                                   | 64 320    |
| Parnas (Парнас)                                              | 67 709    |
| Sampsoniyevskoye (Сампсониевское)                            | 39 250    |
| Shuvalovo-Ozerki (Шувалово-Озерки)                           | 87 511    |
| Sosnovskoye (Сосновское)                                     | 60 675    |
| Svetlanovskoye (Светлановское)                               | 83 782    |